# Franche-Comté
Franche-Comté je bivša (1982. – 2015.) francuska regija. Bila je jedna od najmanjih regija u Francuskoj, čineći samo 3% ukupnog državnog teritorija. Regija se sastojala od četiri departmana, od kojih je Territoire de Belfort najmanji i u Francuskoj (600 km²).

## Povijest
Franche-Comté se kao ime službeno pojavljuje 1366. godine. Ovaj teritorij je bio pod Vojvodstvom Burgundije od 888. godine, a od 1034. godine je dio Svetog Rimskog Carstva.
Pokrajina je postala dio Francuske 1477. godine. Od 1556. regija je potpala pod španjolsku vlast, a Francuzi su ponovno zauzeli ovaj teritorij 1668. godine. Ugovorom u Aix-la-Chapelleu, regija je mirnim putem ponovno vraćena Španjolskoj, da bi ponovno, nakon okupacije Francuza 1647. godine, bila vraćena Francuskoj 1678. godine, Ugovorom u Nijmegenu.

## Administracija
Od lokalnih izbora 2004. godine, u regiji je na vlasti Lijeva koalicija stranaka.

## Zemljopis
Pokrajina na istoku dijeli granicu sa Švicarskom. Unutar države graniči s francuskim pokrajinama: Elzas, Champagne-Ardenne, Burgundija, Rona-Alpe.

## Gospodarstvo
Glavna djelatnost regije je poljoprivreda.

## Stanovništvo
U proteklom stoljeću, drastično se smanjio broj stanovnika u ovoj regiji. Budući da je regija većinom poljoprivredno orijentirana, veliki broj mladog stanovništva se odselio u urbaniziranije sredine.
Regija se sastoji od velikog broja sela, od kojih rijetko koje ima više od 500 stanovnika. U pokrajini postoje dvije urbaniziranije sredine, to su grad Besançon i sjeveroistočni dio regije (Belfort, Montbéliard, Héricourt, Delle).

## Kultura

### Jezik
Uz francuski, manji dio stanovništva govori i regionalni jezik Franc-Comtois.

### Poznate osobe
- Gustave Courbet, slikar i političar
- Édouard Belin, izumitelj
- Hubert-Félix Thiéfaine, chanteur
- Victor Hugo, književnik i političar rođen u Besançonu
- Hilaire de Chardonnet, izumitelj
- Bernard Clavel, književnik
- Marcel Aymé, književnik
- Pierre Joseph Proudhon, utopist
- Louis Pergaud, književnik
- Louis Pasteur, izumitelj i kemičar
- Dominique Voynet, političarka
- Paul-Émile Victor, istraživač
- Edgar Faure, političar
- Claude Joseph Rouget de Lisle, autor Marseljeze
- Braća Auguste i Louis Lumière, izumitelji kinematografa
- Armand Peugeot, osnivač Peugeota
- Jean-Pierre Chevènement, političar

## Vanjske poveznice
- Regionalno vijeće regije Franche-Comté
- FFMJSCD70 - Fédération Française des Médaillés de Jeunesse et Sport - Haute Saône
- Službena turistička stranica regije Franche-Comté

|  | Portal Francuske – Pristup člancima s tematikom o Francuskoj. |